# Giovanni Cernogoraz
Giovanni Cernogoraz (n. 27 decembrie 1982, Koper, Iugoslavia) este un trăgător de tir ce a reprezentat Croația, medaliat olimpic. A participat la 2 ediții ale Jocurilor Olimpice (2012, 2016) în care a câștigat o medalie de aur.